# Ducele Filip de Württemberg
Filip de Württemberg (30 iulie 1838 – 11 octombrie 1917) a fost duce de Württemberg. A fost fiul Ducelui Alexandru de Württemberg și al Mariei de Orléans. Din anul 1903, după decesul vărului său, ducele Nicolae de Württemberg, el a fost moștenitorul prezumptiv al tronului de Württemberg.

## Biografie
Orfan de mamă la scurt timp după naștere, a fost crescut în credința catolică de către familia maternă, la Palatul Tuileries, până la Revoluția de la 1848. Bunicii său materni erau regele Ludovic-Filip al Franței și regina Maria Amalia a celor Două Sicilii. Planul de a obține mâna Ducesei Sophie Charlotte de Bavaria, sora împărătesei Elisabeta a Austriei (Sissi) și viitoarea eroină dramatică decedată în incendiul de la "Bazar de la Charité" din Paris în 1897.

### Căsătorie și copii

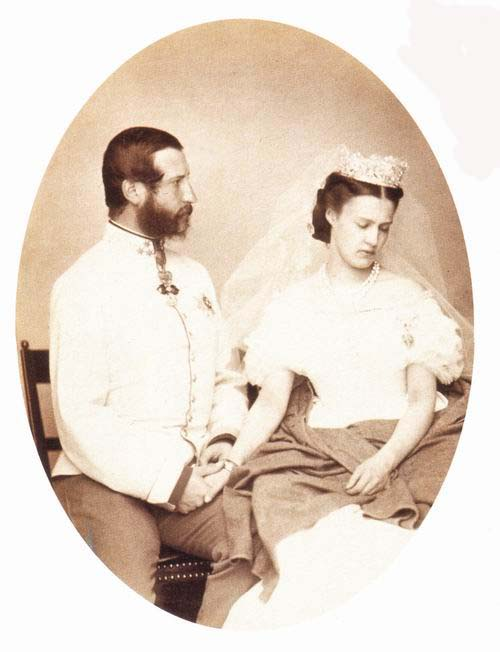
Filip de Württemberg și soția sa Maria Theresa de Austria

În 1865 Filip de Württemberg s-a căsătorit cu Arhiducesa Maria Theresa de Austria (1845–1927) (fiica Arhiducelui Albert, Duce de Teschen și a Prințesei Hildegard a Bavariei). Maria Theresa și Filip au avut cinci copii:
- Ducele Albrecht (1865–1939)
- Maria Amelie (1865–1883)
- Maria Isabella (1871–1904); s-a căsătorit cu Prințul Johann Georg de Saxonia, al doilea fiu al regelui George I al Saxoniei
- Ducele Robert (1873–1947)
- Ulrich (1877–1944)

Filip de Württemberg este ascendentul direct al actualului pretendent la tronul din Württemberg, Carl, Duce de Württemberg.